# Amphigenes tartarea
Amphigenes tartarea är en fjärilsart som beskrevs av Edward Meyrick 1921. Amphigenes tartarea ingår i släktet Amphigenes och familjen stävmalar. Inga underarter finns listade i Catalogue of Life.